# Zamarada setosa
Zamarada setosa är en fjärilsart som beskrevs av Fletcher 1974. Zamarada setosa ingår i släktet Zamarada och familjen mätare. Inga underarter finns listade i Catalogue of Life.